# Johnny Guay
Johnny Guay est un commerçant et maire canadien né le 10 août 1828 à La Malbaie (Québec), du mariage de François Guay et Théotiste Dallaire. En 1848, il est mandaté par son patron J. Collard pour ouvrir un magasin-général à Chicoutimi sous la raison sociale de « Collard & Guay ». 
Le 28 janvier 1850, il épousait Émilie Tremblay et de cette union, le couple eut 11 enfants : quatre filles et sept garçons. En 1860, Johnny Guay se dissocie de son patron et ouvre son propre commerce de détail, près de l’embouchure de la rivière aux Rats. À cet endroit, il organisa un petit empire œuvrant dans le commerce au détail, la pêche dans le fleuve, l’industrie du bois de sciage et la traite des fourrures.
Intéressé aux affaires publiques, il occupa la fonction de maire sans interruption entre 1860 et 1870, et de président de la Commission scolaire locale. Son fils, Joseph-Dominique Guay, fonda le Progrès du Saguenay, la Pulperie de Chicoutimi avec Julien-Édouard-Alfred Dubuc et occupa lui aussi, la fonction de maire de 1895 à 1903 et de 1922 à 1924.
À sa mort, le 28 septembre 1880 à l'âge de 52 ans, il était considéré comme l’homme le plus riche au Saguenay après William Evan Price.

## Source
- Bouchard, Russel, La vie quotidienne à Chicoutimi au temps des fondateurs, Extraits des Mémoires de la famille Petit 1873-1882, Chicoutimi-Nord, 1994, p. 21-22.